# San Quirico d'Orcia
San Quirico d'Orcia är en ort och kommun i provinsen Siena i regionen Toscana i Italien. Kommunen hade 2 614 invånare (2018).